# Spannungsdurchschlag
Wird an einen Isolator (der fest, flüssig oder gasförmig sein kann) eine Spannung angelegt, die höher als die Durchschlagspannung ist, so kommt es zu einem elektrischen Durchschlag, auch Spannungsdurchschlag genannt.

## Entladungen in Gasen, Flüssigkeiten und Feststoffen
Für eine gewisse Zeit bildet sich ein Kanal, in welchem aus dem Material des Isolators durch Hitze und Ionisation ein elektrisch leitendes Plasma entsteht. Die davon ausgehende Ultraviolettstrahlung schlägt weitere Elektronen aus dem Material des Isolators, was die Leitfähigkeit im Kanal weiter erhöht. Je nach der Natur der Stromquelle kann der Durchschlag als Funke schnell erlöschen oder als Lichtbogen weiter brennen.
Häufig wird beim Spannungsdurchschlag das Isoliermaterial entlang der Strecke, die der Funke genommen hat, irreversibel verändert oder gar zerstört. Kunststoffe können dabei durch die Hitze des Funkens teilweise verkohlen und sind dann als Isolator unbrauchbar. Isolieröle entwickeln durch thermische Zersetzung Gase, die z. B. im Buchholzschutz von Transformatoren zur Detektierung eines Isolationsfehlers registriert werden.

## Vakuumdurchschlag
Auch im Vakuum kann ein elektrischer Durchschlag zwischen zwei benachbarten metallischen Leitern mit hoher Potentialdifferenz auftreten. Da im Vakuum kein Isolationsmaterial zwischen den Leitern vorhanden ist, das ionisiert werden könnte, wird der Durchschlag von Elektronen eingeleitet, die die Potentialbarriere (Austrittsarbeit) aus dem Metall zufolge der hohen elektrischen Feldstärke zwischen den Leitern überwinden (Feldemission).
Diese Energien liegen bei Kupfer bei etwa 4,5 eV – dies entspricht elektrischen Feldstärken von ungefähr 1 MV/mm. Dies ist eine obere Grenze und nur bei ideal glatten Oberflächen des elektrischen Leiters der Fall. Praktisch treten durch kleine Unebenheiten in der Metalloberfläche lokal weit höhere Feldstärken auf, während sich die mittlere Feldstärke im Bereich von nur 10 kV/mm bewegt. Dadurch kann es schon bei solch niedrigen mittleren Feldstärken zur Elektronenemission kommen (Anwendung beispielsweise im Feldemissionsmikroskop). Der so erzeugte Vakuumstrom ist im Idealfall konstant.
Bei genügender Stromstärke kann es jedoch nach zwei Mechanismen zum Durchbruch kommen:
- Kathodeninitiierter Durchbruch: Praktisch immer vorhandene feine Unebenheiten der Oberfläche verdampfen durch die dort hohen Stromdichten des Feldemissionsstroms und setzen den für den folgenden Ionisationsvorgang notwendigen Metalldampf frei. Dabei treten in den Metallspitzen lokale Stromdichten von über 100 MA/cm2 auf. Das dabei verdampfte Metall bildet über dem metallischen Leiter eine ionisierte Gaswolke. Die Metallionen dienen nun dem Transport, da sich der Strom durch den immer geringeren Widerstand lawinenartig verstärkt.
- Anodeninitiierter Durchbruch: Die aus dem negativ geladenen Leiter austretenden wenigen Elektronen werden zum positiven Leiter hin durch das elektrische Feld stark beschleunigt und schlagen auf diesem ein. Dadurch wird die Anode stark aufgeheizt – Teile der Metalloberfläche verdampfen und bilden ein ionisiertes, leitfähiges Gas. Beim Aufprall der Elektronen entsteht auch Röntgenstrahlung, die ihrerseits zur Ionisierung beitragen kann.

In der Praxis treten beim Vakuumdurchschlag meist Kombinationen der beiden Durchschlagsprozesse auf.